# Gustaf Runeberg
Gustaf Hjalmar Runeberg, född 15 januari 1872 i Levide församling (nedkomst i Gerums församling), Gotlands län, död 16 juni 1962 i Kirsebergs församling, Malmö, var en svensk byggnadsverkmästare.
Runeberg, som var son till drängen Gustaf T. Pettersson och Anna Sofia Catharina Bofride, studerade vid Tekniska skolan i Visby och utbildade sig till byggnadssnickare.  År 1918, då han var anställd som förman hos byggmästare J.A. Pehrsson i Malmö fick han, som en av 45 sökande, tjänsten som byggnadsförman vid Malmö stads byggnadskontor under byggnadschefen Edvard A. Sjögreen.
Runeberg ledde byggnadsarbetena vid en mängd nybyggen, som staden uppförde, samt var arbetsledare vid större ändrings- och reparationsarbeten av stadens fastigheter. Av de nybyggen, som han ledde, kan nämnas uppförandet av två bostadshus i kvarteret Hugo i Rörsjöstaden (1921), stadens kontorshus (gamla stadshuset) i Mellersta Förstaden (1924) och nödbostäderna på Sorgenfri i sistnämnda stadsdel (1924).
Runeberg var engagerad i föreningslivet och tillhörde bland annat under en lång följd av år Svenska träarbetareförbundets avdelning i Malmö och sändes såsom ombud till förbundets kongress i Stockholm 1906 samt deltog som underhandlingsdelegerad i upprättandet av träarbetarfackets prislista. Efter att han blivit byggnadsförman var han styrelseledamot i avdelning 1 av Svenska kommunaltjänstemannaförbundet, för vilket han upprepade gånger var kongressombud. Han gravsattes på Östra kyrkogården i Malmö.